# Méry Laurent mit schwarzem Hut

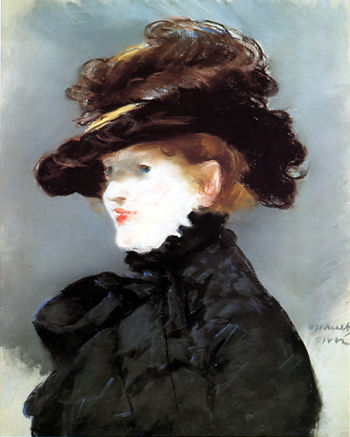
Méry Laurent mit schwarzem Hut
Édouard Manet
1882
56 × 47 cm
Öl auf Leinwand
Musée des Beaux-Arts, Dijon

Méry Laurent mit schwarzem Hut auch Méry Laurent mit großem Hut (französisch Méry Laurent au chapeau noir oder Méry Laurent au grand chapeau) ist ein 1882 entstandenes Pastellbildnis auf Leinwand des französischen Malers Édouard Manet. Es zeigt als Bruststück die mit Manet befreundete Kurtisane Méry Laurent in modischer Aufmachung. Das 56 × 47 cm große Bild gehört zu einer Reihe von Porträts, die Manet in seinen letzten Lebensjahren von seiner Freundin schuf. Es befindet sich heute in der Sammlung des Musée des Beaux-Arts in Dijon.

## Bildbeschreibung
Das Bild zeigt das Porträt von Manets Freundin Méry Laurent mit zum linken Bildrand gedrehten Körper als Bruststück. Sie trägt ein Kleid oder einen Mantel, dessen dunkle Oberfläche einen seidigen Glanz aufweist. Die Farbe changiert dabei zwischen Dunkelblau und Schwarz. Vor der Brust ist aus demselben Material eine voluminöse Schleife gebunden. Am Hals reicht ein rüschenartiger, eng anliegender Stehkragen bis zum Kinn. Besonders hier wird der Kontrast zwischen dunkler Kleidung und hellem Teint deutlich. Mit dünner Kreideschicht hat Manet hier das weiß geschminkte Gesicht von Méry Laurent nachgezeichnet. Mit einem leichten Rosaton sind lediglich an Wange und Kinn kleine farbliche Abstufungen zu finden. Kräftig ist hingegen das Zinnoberrot, mit dem Manet die Lippe hervorgehoben hat und das grelle Türkis der Augen gibt dem Gesicht einen weiteren Farbakzent. Das linke Ohr ist halb verdeckt von ihrem goldblonden Haar, das unter dem weit ausladendem Hut hervor schaut. Der schwarze Hut hat nach vorn eine weit über das Gesicht ragende samtige Hutkrempe. Auf dem Hut findet sich ein aufwändiger Federschmuck mit gelben, blauen und rosafarbenen Farbelementen. Der Hintergrund ist nahezu monochrom in einem Blaugrau gehalten. Im unteren Bereich und an den Rändern ist die helle Grundierung der Leinwand zu sehen. Das Bild ist recht neben der Schulter mit „Manet 1882“ signiert und datiert.

## Manets Porträts der Méry Laurent
Die aus Nancy stammende Méry Laurent hieß eigentlich Anne-Rose Louviot und war eine bekannte Kurtisane ihrer Zeit, die zahlreiche Liebhaber zu ihren Verehrern zählte. Hierunter befanden sich der wohlhabende Dr. Thomas Evans, vormals Zahnarzt der kaiserlichen Familie Napoléon III. und Schriftsteller wie Stéphane Mallarmé. Manet lernte sie erstmals 1876 kennen, als sie eine Ausstellung seiner Werke im Atelier des Malers besuchte. Es gibt zwar eine Reihe zärtlicher Briefe von Manet an Méry Laurent, aber eine intime Beziehung zwischen den beiden ist nicht nachgewiesen.
In seinen letzten Lebensjahren gehörte Méry Laurent zu Manets bevorzugten Modellen. Neben dem Ölgemälde Herbst (Musée des Beaux-Arts de Nancy), in dem sie sehr ähnliche Kleidung wie in Méry Laurent mit schwarzem Hut trägt, hat Manet vor allem eine Reihe von Pastellbildern von Méry Laurent geschaffen. Hierzu gehören Méry Laurent mit Hündchen (Puschkin-Museum), Méry Laurent mit Schleier (Privatsammlung), Méry Laurent mit Fischotterpelz (Privatsammlung), Méry Laurent mit blumengeschmücktem Hut (Hiroshima Museum of Art) oder Mery Laurent mit kleinem Hut (Sterling and Francine Clark Art Institute). In diesen Bildern spielt die aufwendige Garderobe der Porträtierten stets eine bedeutende Rolle. So findet sich in Méry Laurent mit blumengeschmücktem Hut erneut eine Kopfbedeckung mit üppiger Federdekoration und in Méry Laurent mit Hündchen ist es wieder die seidig-glänzende Oberfläche des Kleides, die Manet interessiert.
Er hatte viel Vergnügen, die elegantesten Damen der Pariser Gesellschaft in seinen Bildern zu zeigen und auch in seinen Porträts anderer Frauen gibt es Parallelen zum Bild Méry Laurent mit schwarzem Hut. So ist in Jeanne Martin mit einem rosengeschmückten Hut (Menard Art Museum) ein verblüffend ähnliches Kleidungsstück wie in Méry Laurent mit schwarzem Hut zu sehen und auch der Hut der Jeanne Martin ist auffallend groß, wobei diesmal Rosen als Dekoration dienen. Zudem gibt es in diesem Bild ebenfalls den starken Kontrast zwischen dunkler Kleidung und sehr hellem Teint. Diese weiße Gesichtsfarbe weist auch das Bild Die Wienerin, Bildnis Irma Brunner (Musée d’Orsay) auf. Auch wenn die Dargestellte in diesem Bild ein rosa Kleid trägt, sind die Parallelen zu Méry Laurent mit schwarzem Hut mehr als deutlich. Die Behandlung der Gesichtsfarbe sowie das Hervorheben von Lippen und Augen sind sehr ähnlich ausgeführt. Den Kontrast zwischen Weiß und Schwarz erreicht Manet in diesem Bild durch den hinter der Porträtierten herunter gezogenen Hut, vor dem sich vor allem die Nase deutlich abzeichnet.
Die Kunsthistorikerin Françoise Cachin hat zu Manets Pastellbildern mit Frauenporträts angemerkt: „Im Gegensatz zu Degas' Pastellbildnissen ... zeigen die Pastelle von Manet keinerlei Versuch einer psychologischen Deutung, keinerlei Neugierde für die Persönlichkeit der Dargestellten oder einen Charakterzug in ihrem Antlitz. In Pastell malte Manet seine Besucherinnen wie Blumen, das Augenmerk auf ihre Eleganz und ihr Raffinement gerichtet: für ihn waren sie zuallererst Pariserinnen“.

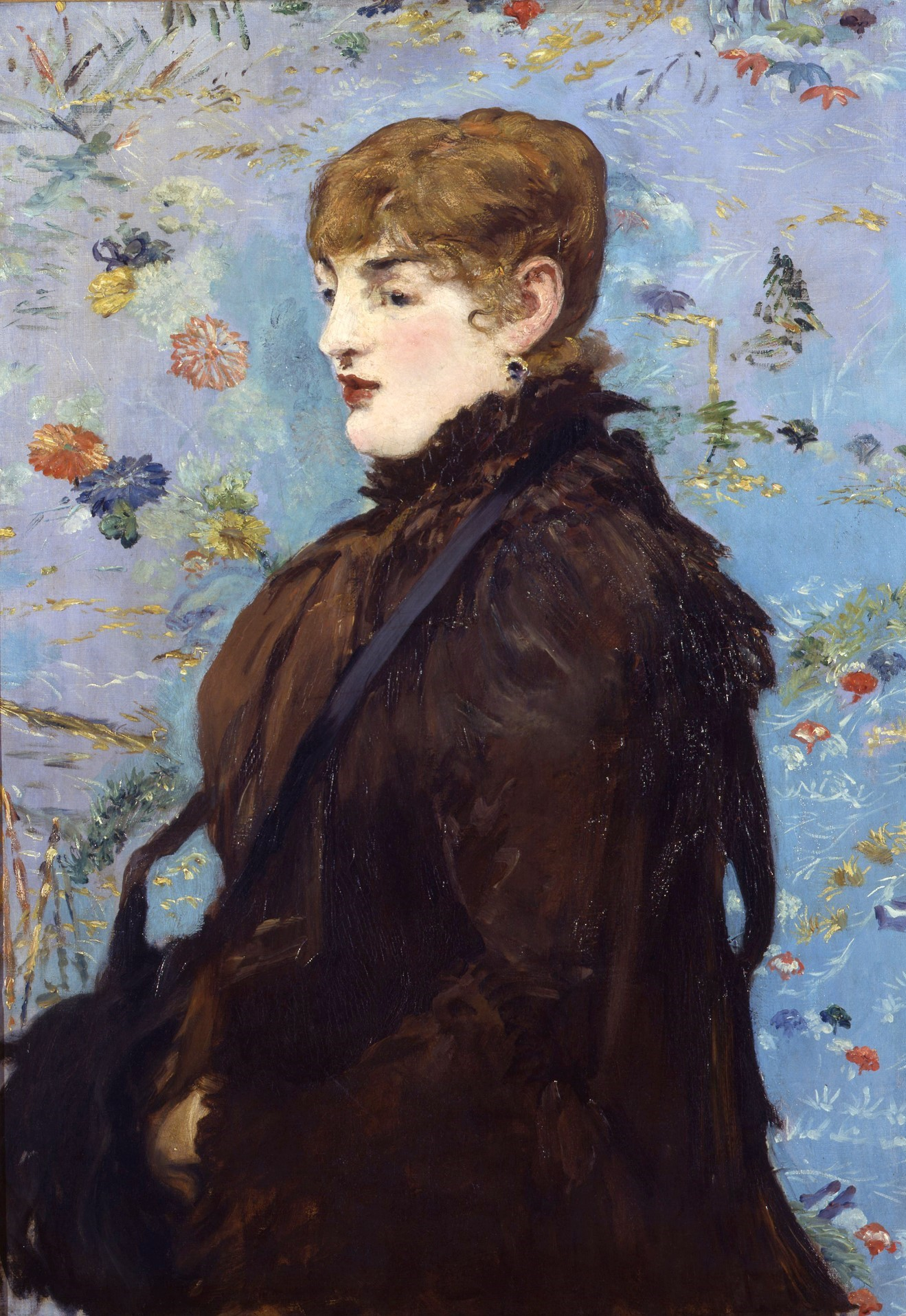
Édouard Manet: Herbst, 1881
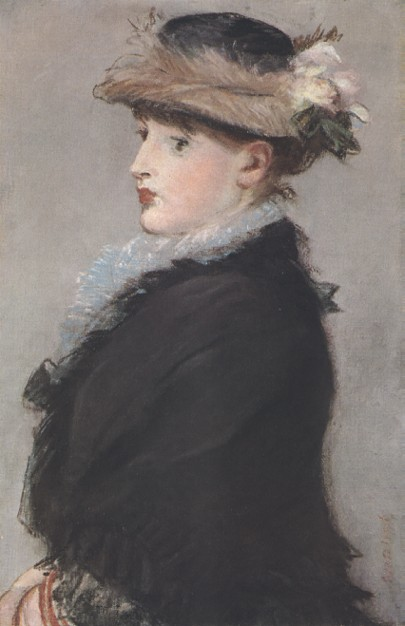
Édouard Manet: Méry Laurent mit blumengeschmücktem Hut, 1882
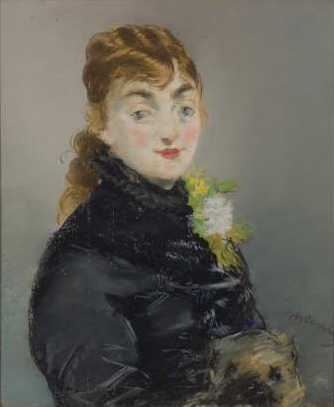
Édouard Manet: Méry Laurent mit Hündchen, 1882
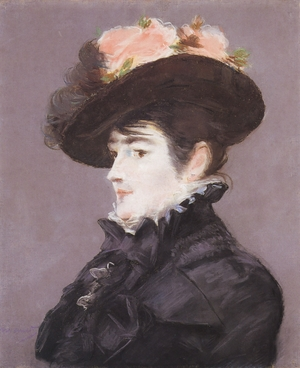
Édouard Manet: Jeanne Martin mit einem rosengeschmückten Hut, 1881
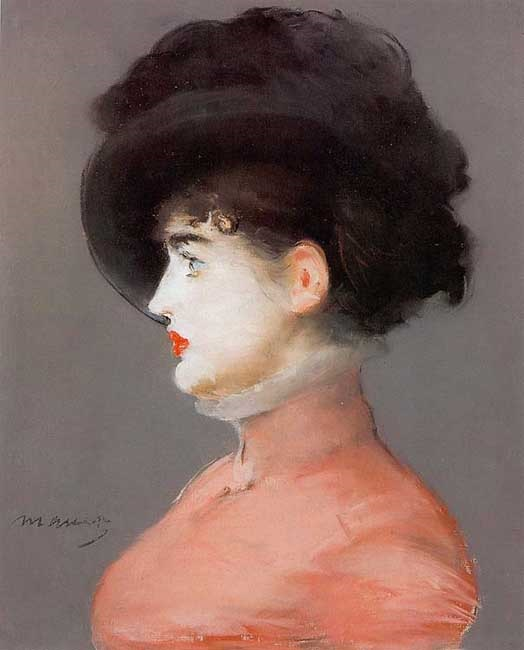
Édouard Manet: Die Wienerin, Bildnis Irma Brunner, 1880

## Provenienz
Das wenige Monate vor dem Tod des Malers entstandene Bild wurde 1884 in der posthumen Manet-Gedächtnisausstellung in der École nationale des beaux-arts mit der Bezeichnung Portrait gezeigt. Als Leihgeber des Bildes ist der mit Manet und Méry Laurent befreundete Arzt Albert Robin vermerkt. Robin trug eine Reihe von Werken Manets zusammen, darunter so bekannte Gemälde wie die Nana, die sich heute in der Hamburger Kunsthalle befindet. Während er sich von einigen Bildern zu Lebzeiten wieder trennte, vermachte er Méry Laurent mit schwarzem Hut zusammen mit weiteren Werken Manets und anderer Künstler dem Musée des Beaux-Arts in seiner Heimatstadt Dijon, in dessen Sammlung es seit 1930 zu sehen ist. Das Pastellbild war 1932 anlässlich Manets hundertsten Geburtstages im Pariser Musée de l’Orangerie ausgestellt und wird heute aufgrund des empfindlichen Zustandes nicht mehr ausgeliehen.